# Syrphoctonus nigriclypealis
Syrphoctonus nigriclypealis är en stekelart som först beskrevs av Dasch 1964.  Syrphoctonus nigriclypealis ingår i släktet Syrphoctonus och familjen brokparasitsteklar. Inga underarter finns listade i Catalogue of Life.